# Рекештія
Рекештія (рум. Răcăștia) — село у повіті Хунедоара в Румунії. Адміністративно підпорядковане місту Хунедоара.
Село розташоване на відстані 293 км на північний захід від Бухареста, 12 км на південь від Деви, 125 км на південний захід від Клуж-Напоки, 127 км на схід від Тімішоари.

## Населення
За даними перепису населення 2002 року у селі проживали 595 осіб.
Національний склад населення села:
| Національність | Кількість осіб | Відсоток |
| -------------- | -------------- | -------- |
| румуни         | 334            | 56,1%    |
| угорці         | 256            | 43,0%    |

Рідною мовою назвали:
| Мова      | Кількість осіб | Відсоток |
| --------- | -------------- | -------- |
| румунська | 336            | 56,5%    |
| угорська  | 255            | 42,9%    |